# 雅温得多功能体育馆
雅温得多功能体育馆（英語：Yaoundé Multipurpose Sports Complex）是一座位于喀麦隆首都雅温得的多功能体育场，由中国政府援建，于2008年12月20日竣工，2009年6月19日建成移交。

## 概况
喀麦隆雅温得多功能体育馆是中国政府出资援建的项目，位于喀麦隆首都雅温得市，占地总面积38,712平方米，是一座设计先进、功能齐全的现代化综合体育馆。
雅温得综合体育馆总投资约1.6亿元人民币，在中华人民共和国商务部援外项目招投标中，山西建筑工程集团有限公司成为该工程的总承包商，由山西建设投资集团有限公司承建。项目于2006年1月开工，设计为5,000人座，总建筑面积超过12,000平方米，集篮球、排球、手球、羽毛球、击剑、体操、拳击为一体，能满足国际比赛的要求，非赛时还可作为体育训练及健身场地，也可举行大型群众集会、文艺演出等活动。
体育馆由主馆和训练场、停车场、广场以及门房、鼓风机房、冷却塔等室外配套工程组成。其中主馆建筑面积12,707平方米、附属建筑193.32平方米，室外工程30,850平方米，主馆建筑高度34.77米，体育馆可进行篮球、排球、手球、羽毛球、乒乓球、体操等比赛和训练，设计能力5,142座，其中活动席976座。

## 用途
这座场馆是喀麦隆篮球联赛球队FAP篮球队和喀麦隆篮球国家队的主场，同时也是2021年非洲篮球锦标赛资格赛C组的举办场馆。另外，该场馆也是喀麦隆羽毛球国际赛的举办场馆。原定于2020年夏季举办的非洲国家杯抽签仪式也在这座场馆内进行。
这座体育馆平常还被用于音乐会等文化艺术活动。2012年，喀麦隆雅温得多功能体育馆总经理亨利·姆巴贝·迪邦戈（Henri Mabappe Dibongue）召集国内各体育协会负责人，就体育馆租用方法进行磋商。迪邦戈说，体育馆的维护和运转需要资金支持，因此各协会每在体育馆举办一次活动须向经理部缴纳场租费100万非郎。
在新型冠状病毒病疫情期间，雅温得多功能体育馆被用于安置隔离入境喀麦隆的旅客。

## 图集

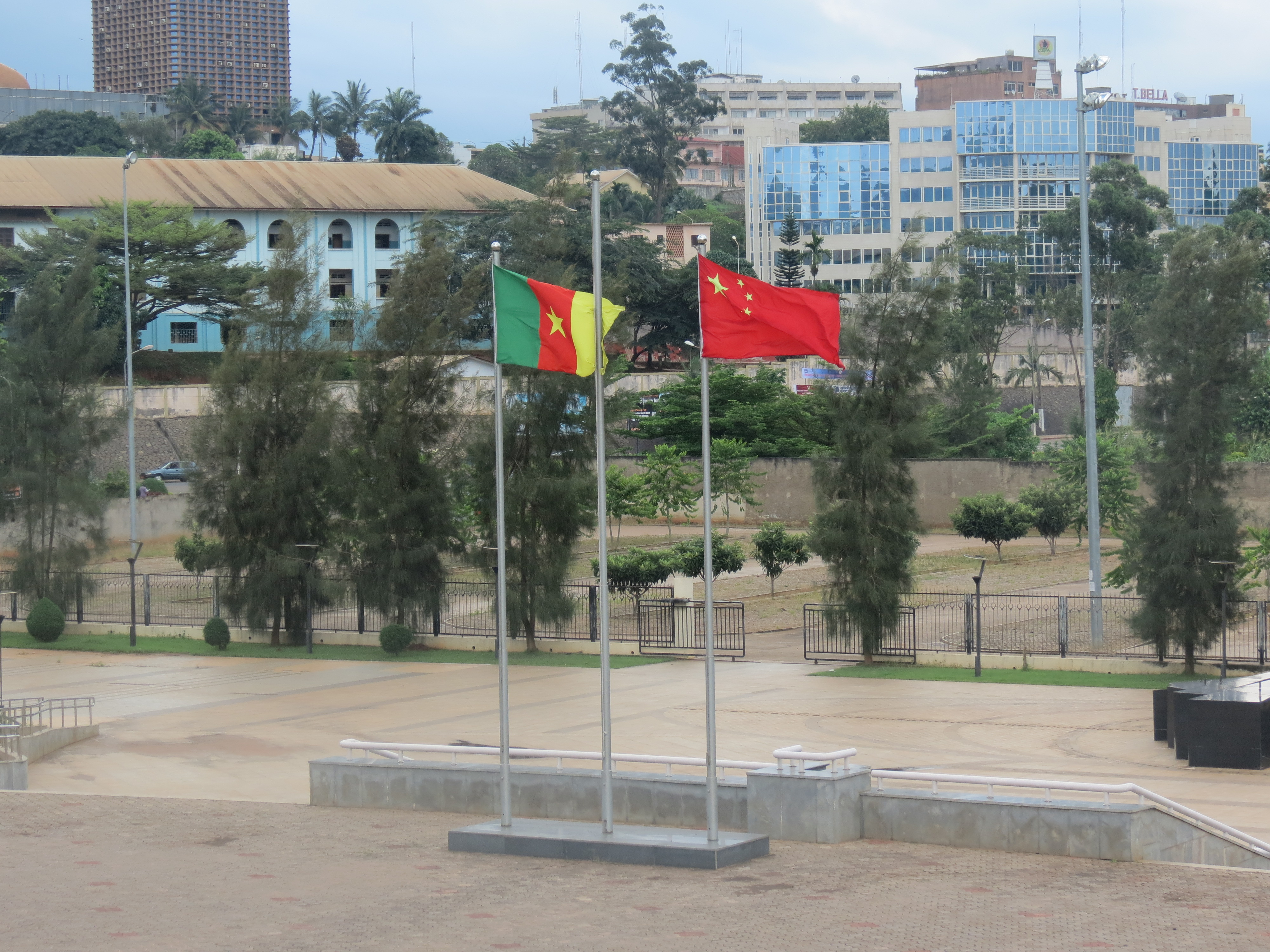
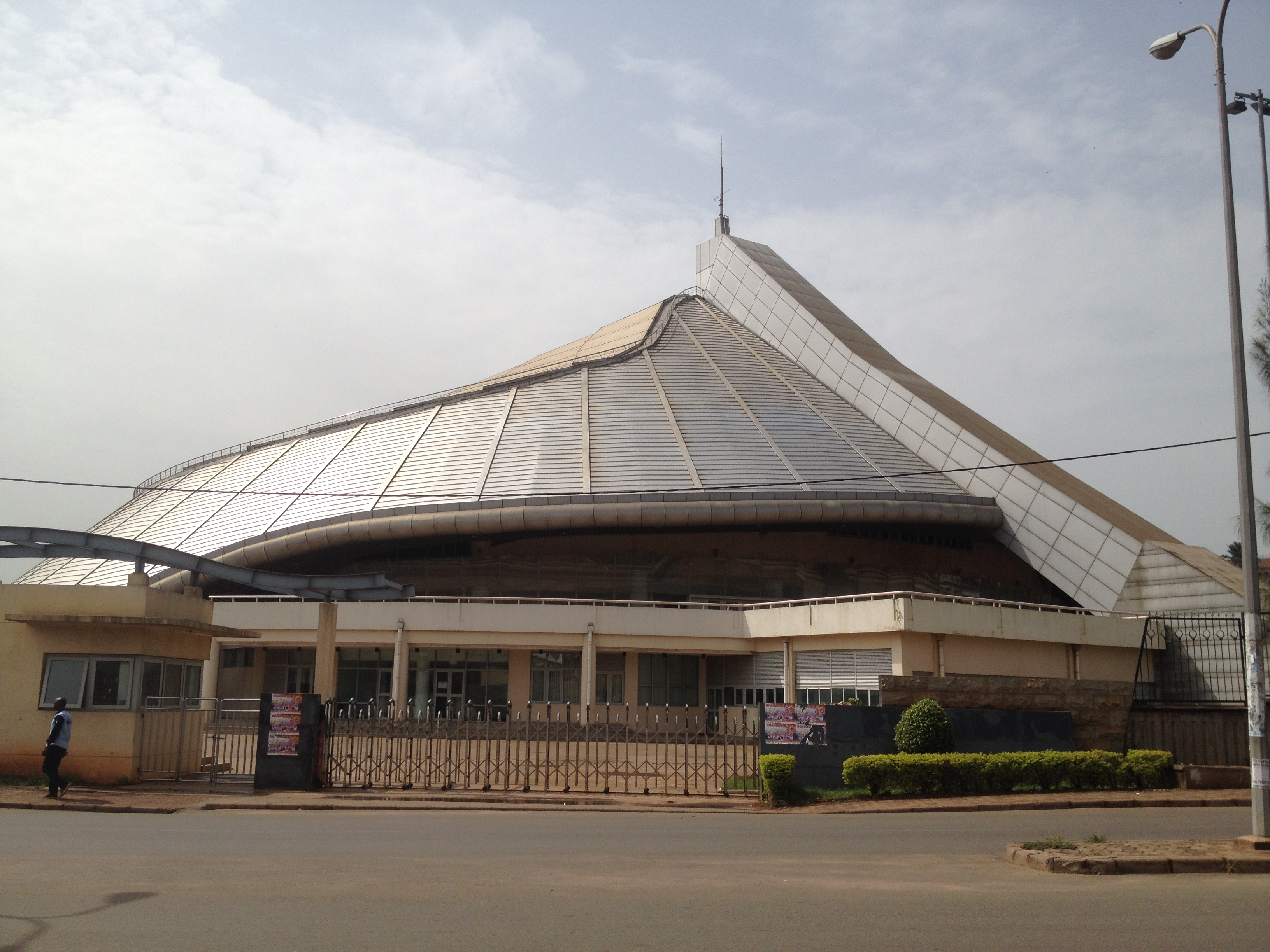
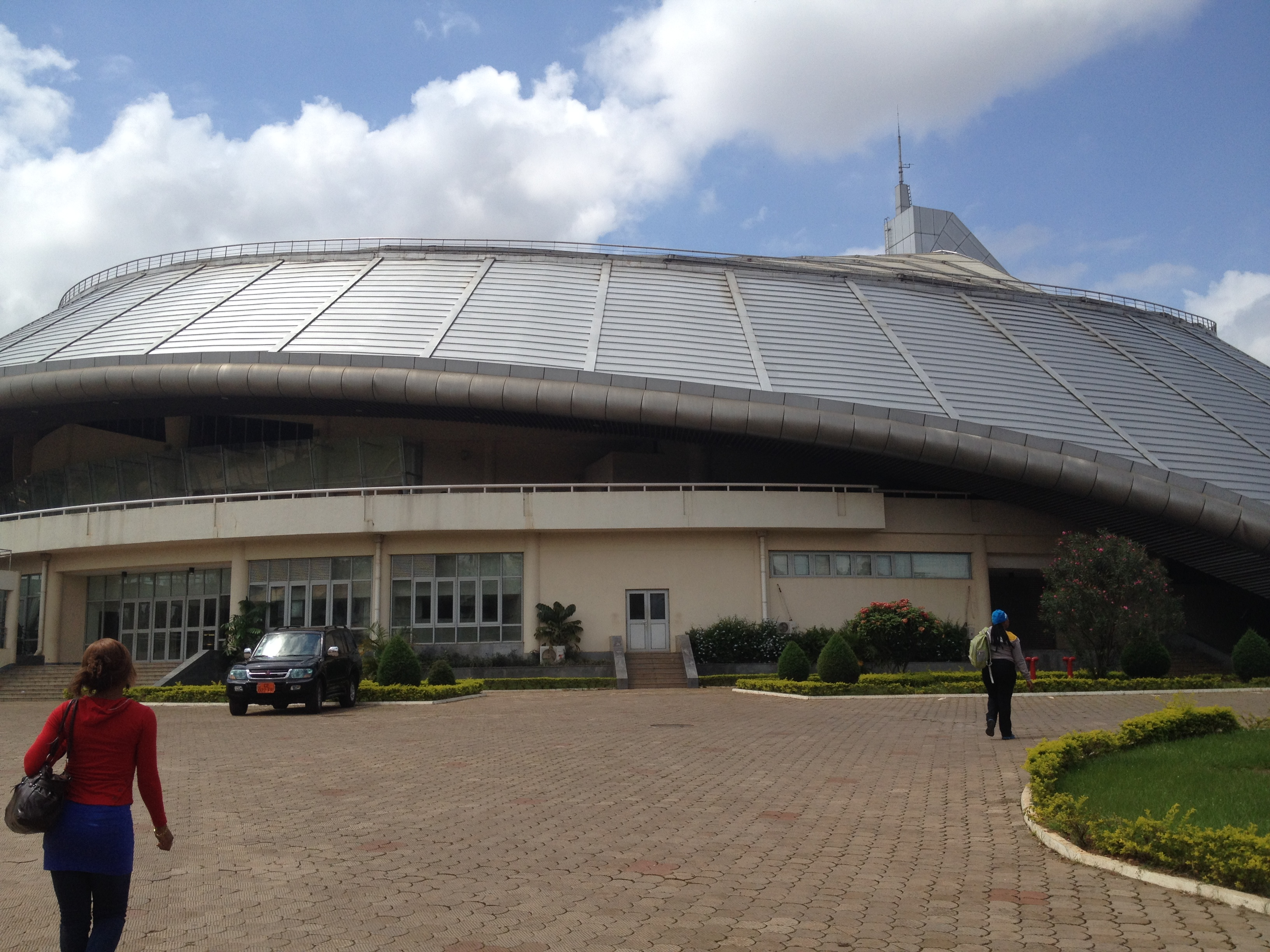
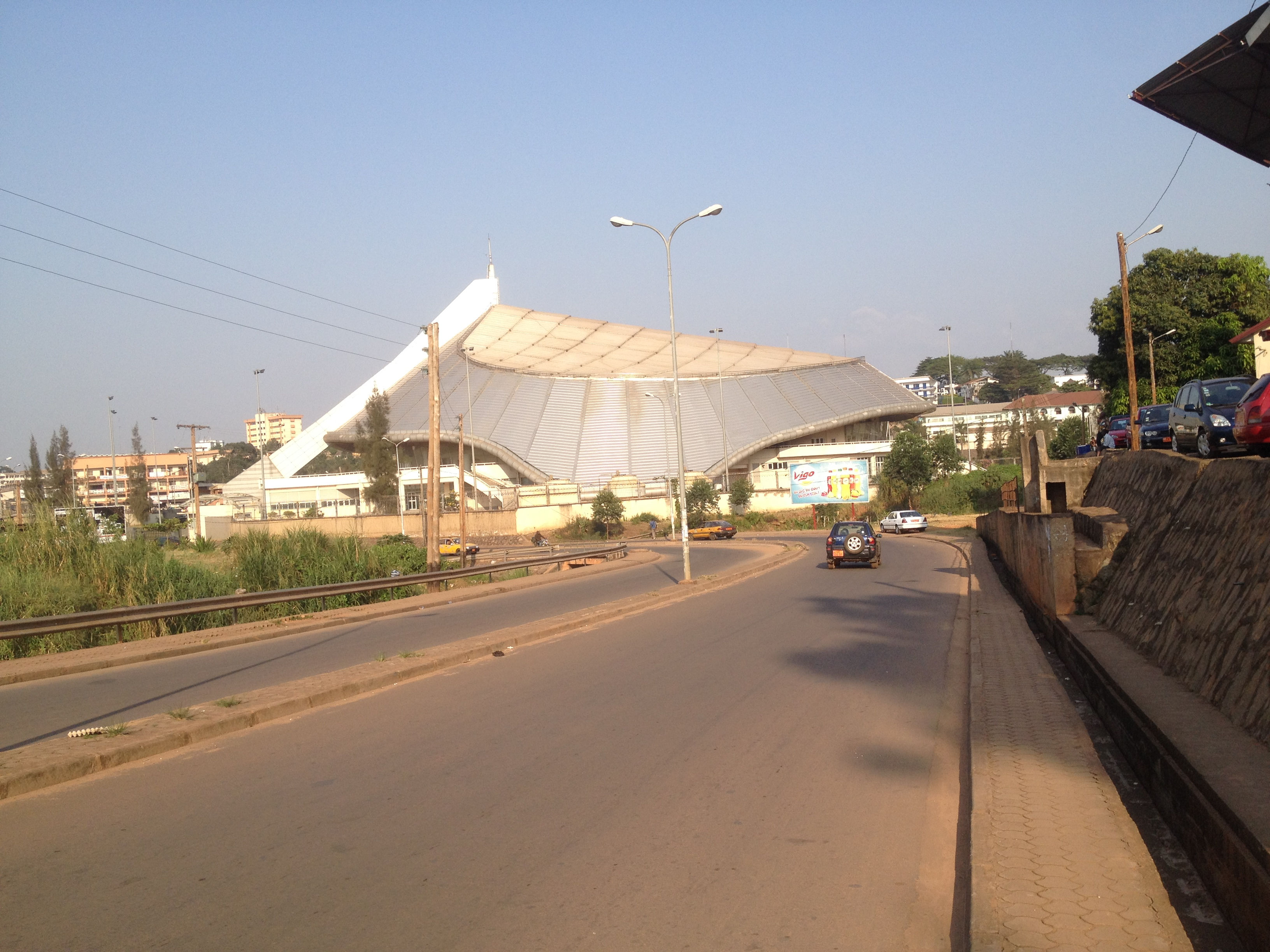
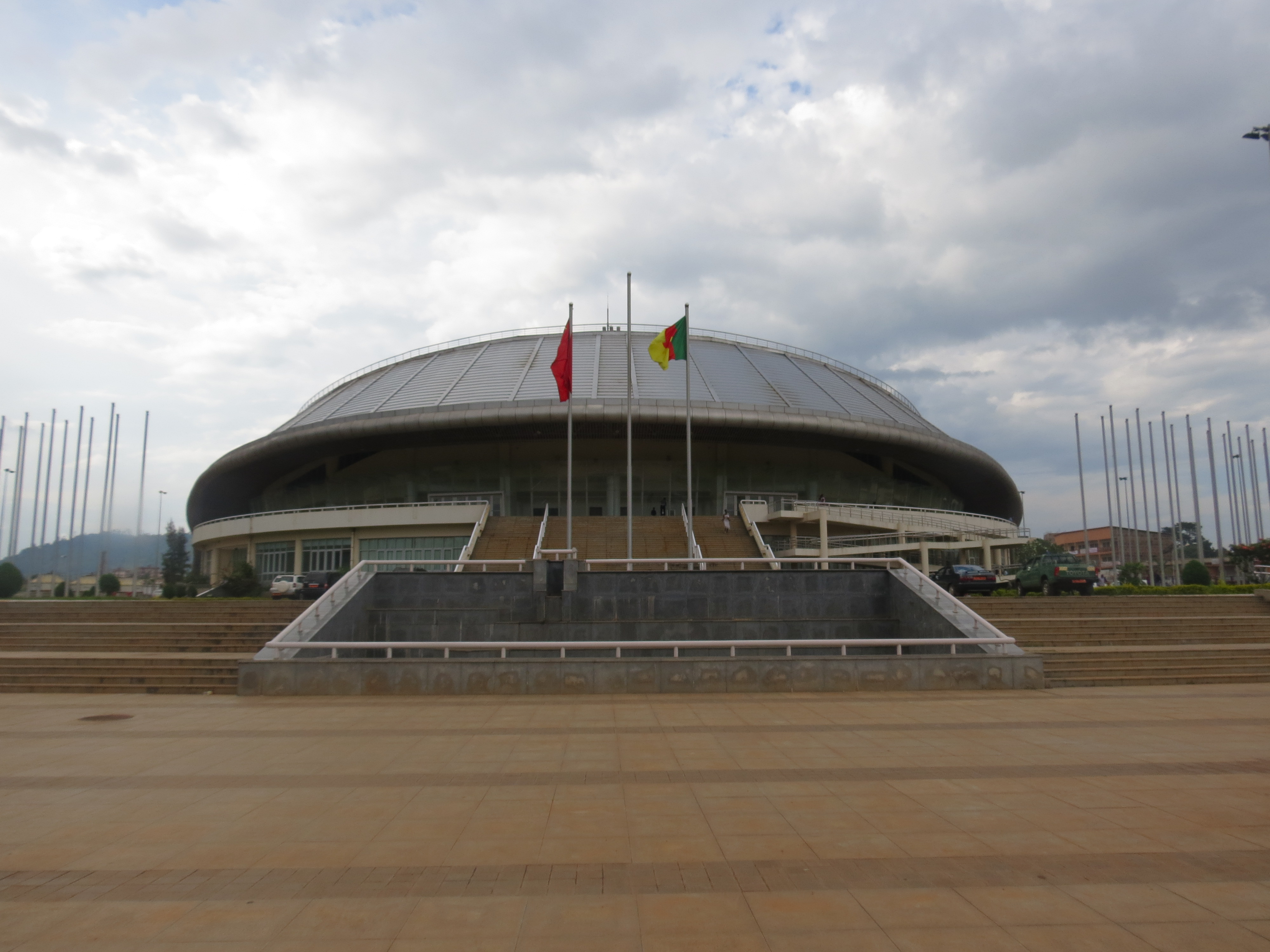
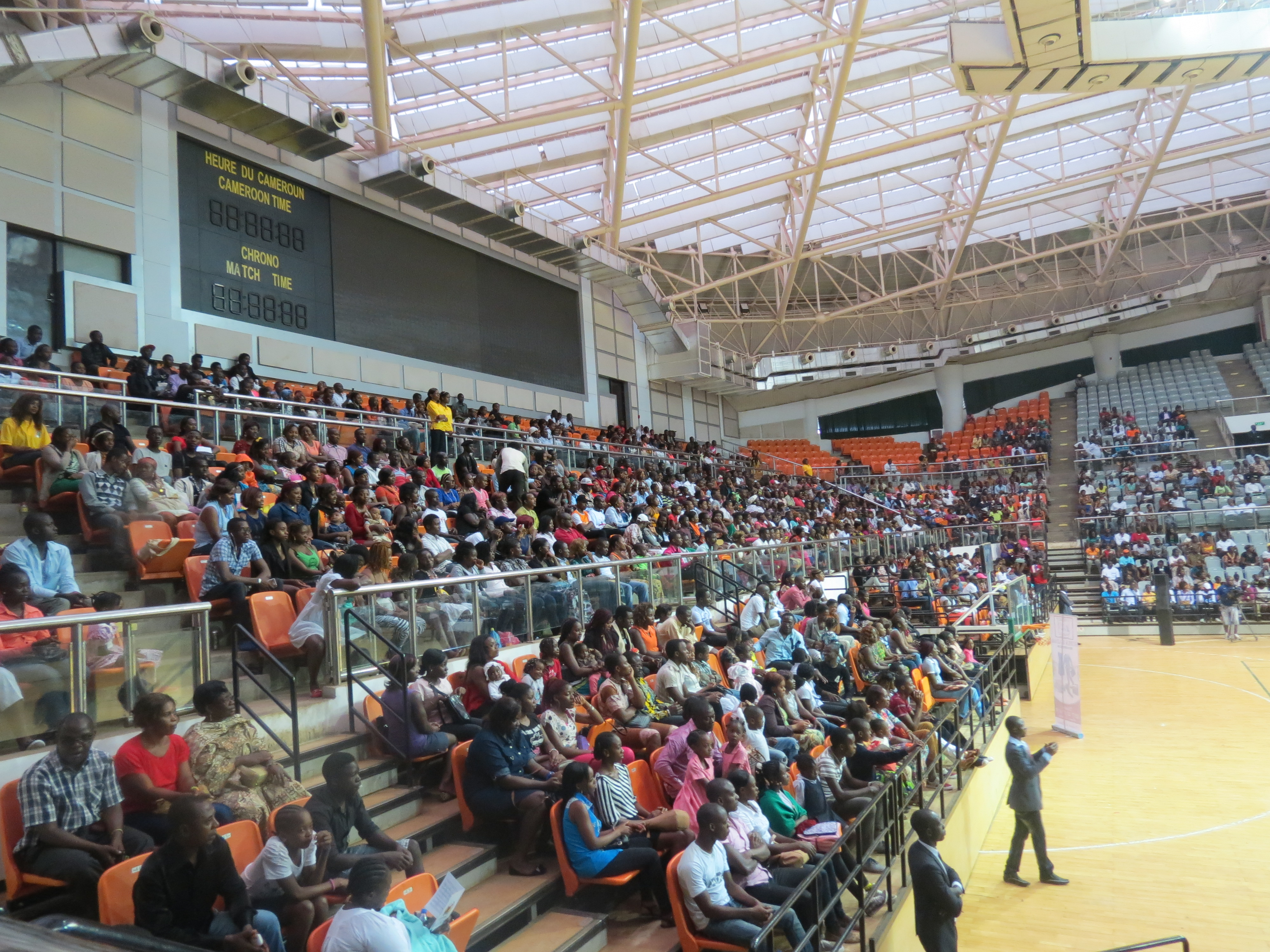
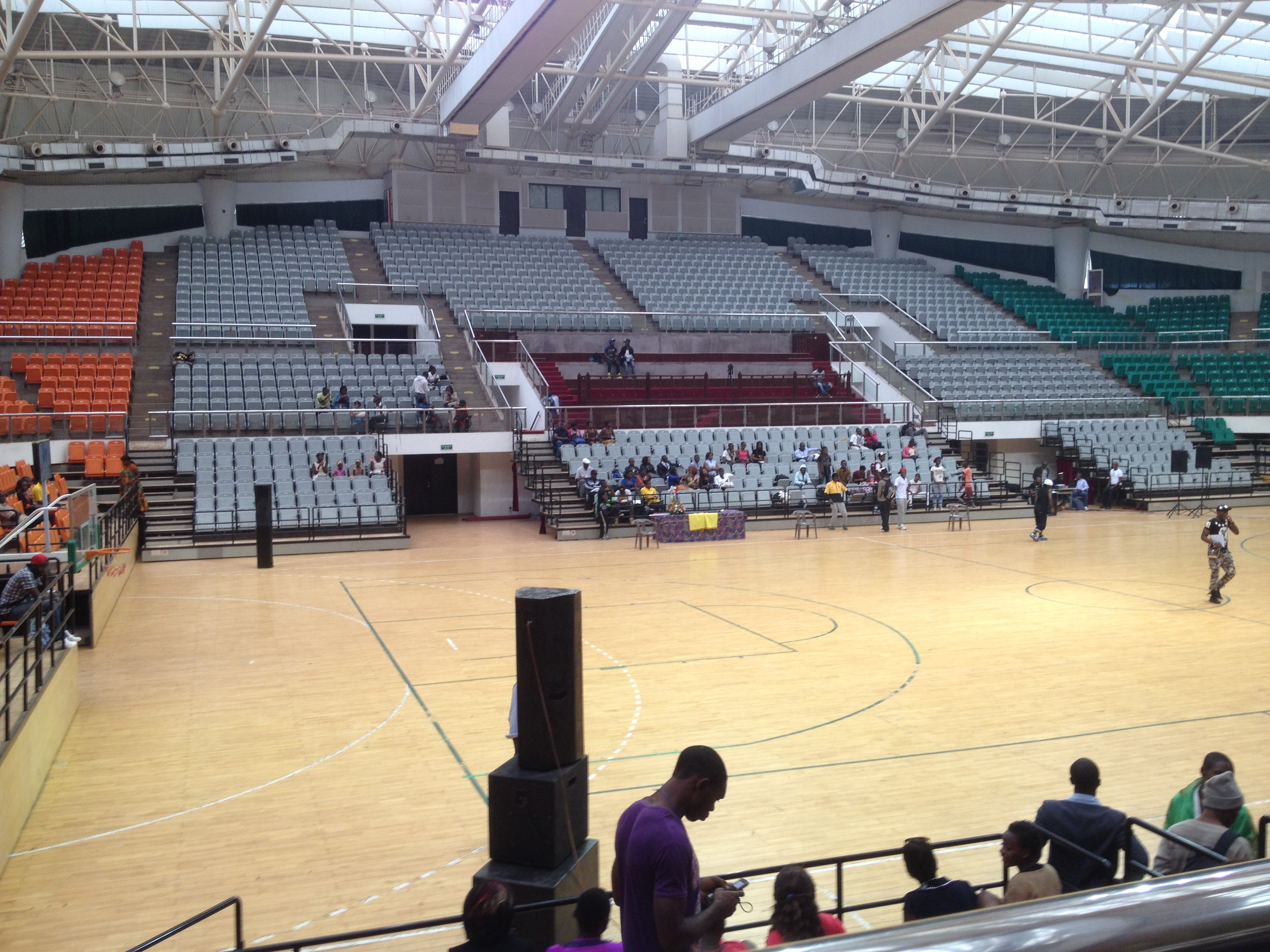
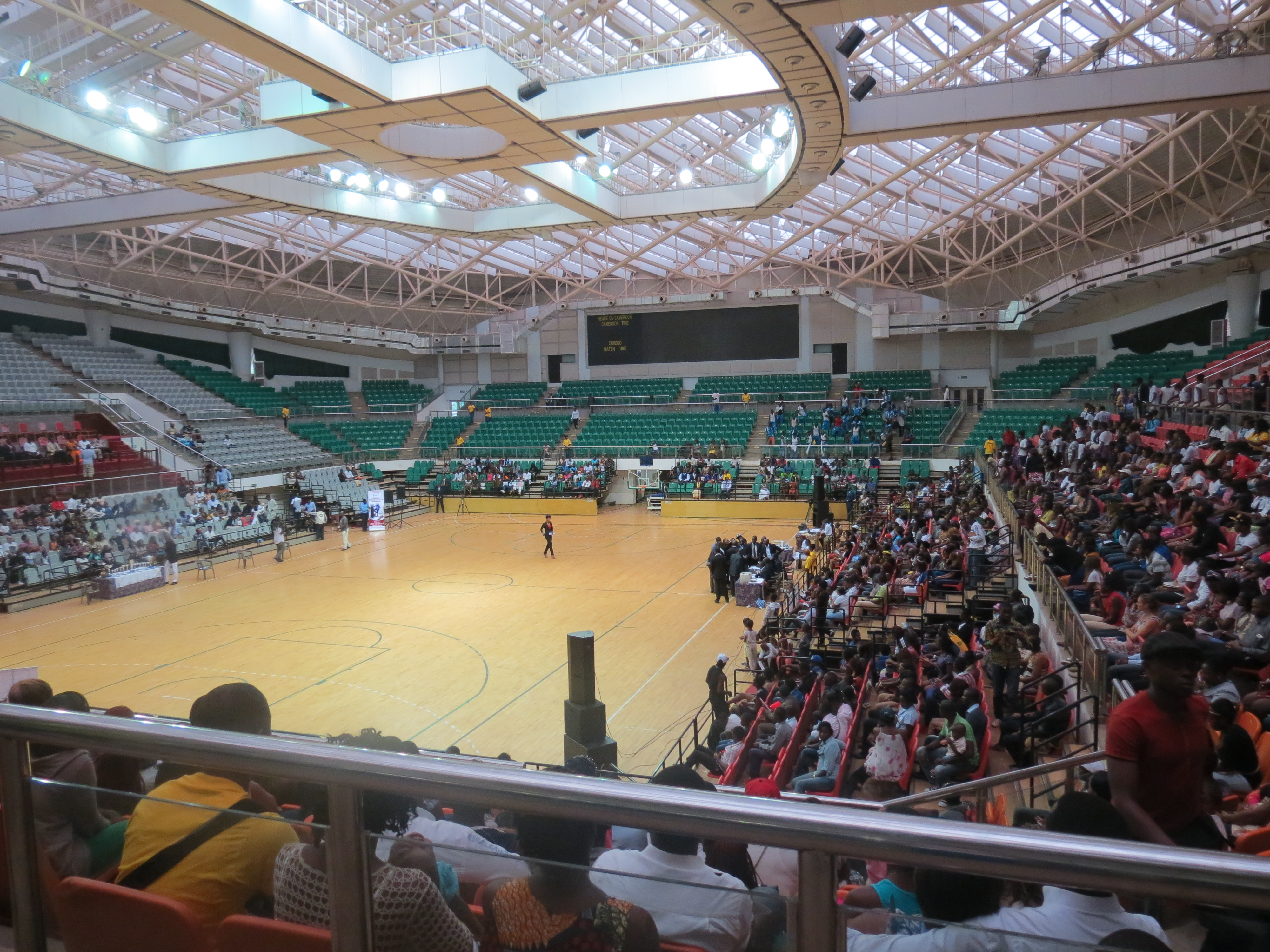